# 누쿠마누 제도

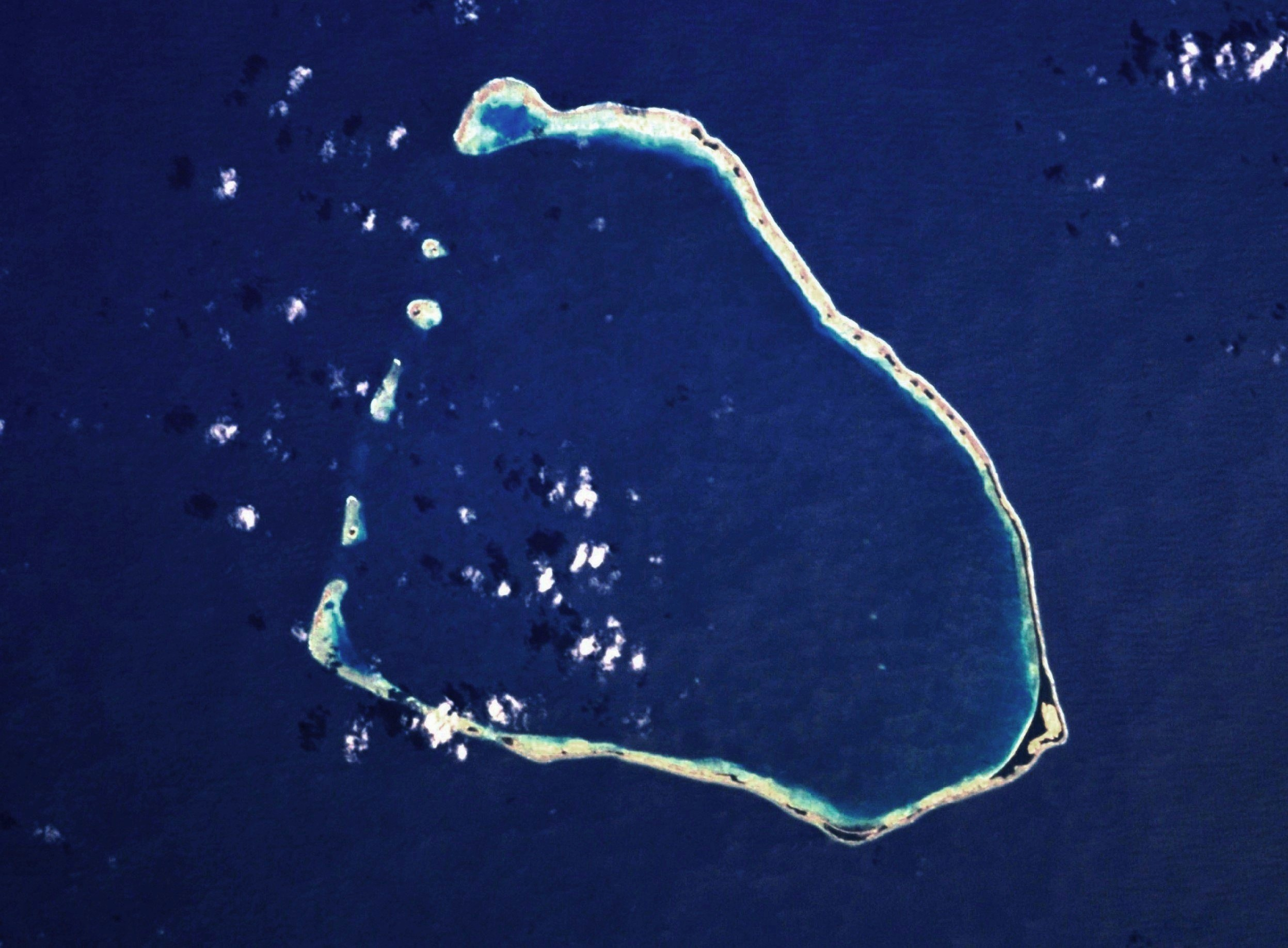

누쿠마누 제도(Nukumanu Islands)는 파푸아뉴기니 부건빌 자치주의 외딴 섬이다. 부건빌이나 파푸아뉴기니 본토에서 멀고 솔로몬 제도령인 온통 자바 섬과 가깝다. 지리적으로는 폴리네시아가 아니지만 폴리네시아인이 거주하는 역외 폴리네시아이다.